# William Yarbrough
Pour les articles homonymes, voir Yarbrough.
William Yarbrough, né le 20 mars 1989 à Aguascalientes au Mexique, est un joueur international américain de soccer, qui joue au poste de gardien de but.

## Biographie

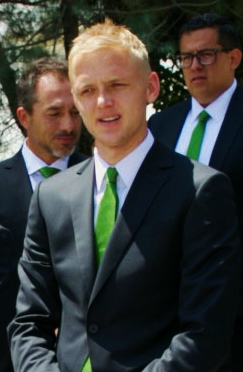
Yarbrough en 2014

### Carrière de joueur
Le 6 mars 2020, il est prêté pour une saison aux Rapids du Colorado.

### Carrière internationale
William Yarbrough est appelé pour la première fois par le sélectionneur national Jürgen Klinsmann en mars 2015 à l'occasion d'un match contre le Danemark ou il n'entre pas en jeu. Il obtient sa première sélection le 31 mars 2015 lors d'un match amical contre la Suisse. Il entre à la 46e minute à la place de Nick Rimando (1-1). 
William Yarbrough participe à la Gold Cup 2015 avec l'équipe des États-Unis où il occupe la place de troisième gardien derrière Brad Guzan et Nick Rimando.
Il compte trois sélections avec l'équipe des États-Unis depuis 2015.

## Palmarès
- Club León
  - Champion du Mexique en A. 2013 et C. 2014
  - Champion du Mexique de D2 en C. 2012